# 维拉科尔泰塞
维拉科尔泰塞（義大利語：Villa Cortese），是意大利米兰省的一个市镇。总面积3平方公里，人口6220人，人口密度2073.3人/平方公里（2009年）。国家统计（ISTAT）代码为015248。